# نیوارک (کالیفرنیا)
نیوارک (به انگلیسی: Newark) شهری در شهرستان آلامدا ایالت کالیفرنیا است که در سرشماری سال ۲۰۱۰ میلادی، ۴۲۵۷۳ نفر جمعیت داشته است.